# Фар, Отто
Отто Фар (нем. Otto Fahr; 19 августа 1892, Бад-Канштатт, Королевство Вюртемберг — 28 февраля 1969, Штутгарт) — немецкий пловец, призёр Олимпийских игр.
В 1911 году стал чемпионом Германии на дистанциях 1500 м вольным стилем и 100 м на спине. В апреле 1912 года установил мировые рекорды на дистанциях 100 м на спине и 200 м на спине, однако на Олимпийских играх в Стокгольме на дистанции 100 м на спине уступил американцу Гарри Хебнеру, завоевав лишь серебряную медаль.
Во время Первой мировой войны был на фронте в звании лейтенанта. После войны получил высшее образование и стал работать инженером, постепенно делая карьеру в производственных структурах. Стал членом НСДАП, был вервитшафтсфюрером, однако в годы Второй мировой войны поддерживал связи с окружением Карла Гёрделера.